# Ordine del merito sotto il titolo di San Lodovico
L'Ordine del merito sotto il titolo di San Lodovico fu un ordine del Ducato di Lucca e successivamente del Ducato di Parma.

## Le origini
Venne fondato a Lucca nel 1836 dal Duca Carlo Lodovico di Borbone (decreto degli Stati lucchesi n.103 del 22 dicembre) per ricompensare particolari benemerenze civili. La decorazione era divisa in tre classi: l'onorificenza istituiva l'automatismo della nobiltà ereditaria per i cavalieri di prima classe e la nobiltà personale per i cavalieri di seconda classe .
L'Ordine trova ideale ispirazione nell'Ordine di San Luigi, istituito dal Re di Francia nel 1693, di cui i duchi di Borbone Parma sono diretti discendenti e che riporta la medesima immagine sulla decorazione. I suoi statuti riprendono per buona parte quelli dell'Ordine di San Giuseppe di Toscana, promulgati nel 1817 da Ferdinando III d'Asburgo Lorena, con il quale sono riscontrabili evidenti analogie.
Il ruolo di cancelliere era annesso al titolo di gonfaloniere della città del Comune di Lucca, che era anche presidente della deputazione del Corpo della nobiltà lucchese. La decorazione venne concessa per la prima volta il 23 dicembre 1837.
Al di là della tradizionale presenza della nobiltà, delle gerarchie militari e dei rappresentanti delle diplomazie europee, l'Ordine vede l'ingresso dei ceti emergenti dell'economia, dell'apparato statale, delle professioni e delle arti, che, alla metà dell'Ottocento, avevano ormai acquisito ruoli emergenti nella vita pubblica. È un riconoscimento al merito e, nel contempo, un percorso inedito borghesia-notabilato-aristocrazia, secondo uno schema sostanzialmente unico nella penisola italiana, ma particolarmente significativo perché attivato in pieno fermento risorgimentale, alle soglie dell'Unità d'Italia.

## Gli insigniti
Tra gli insigniti illustri il generale Radetzky, i baroni Anselmo, Carlo e Adolfo di Rothschild, l'imperatore Nicola I, Zar di tutte le Russie, Costantino Romanov, Granduca di Russia, il Re Ferdinando II delle Due Sicilie, il Re Francesco II delle Due Sicilie, Luigi di Liechtenstein, l'Arciduca Leopoldo d'Asburgo, oltre a numerosi membri della famiglia Reale delle Due Sicilie con cui Roberto I, ultimo duca di Parma regnante, si imparentò sposando Maria Pia di Borbone, figlia del re Ferdinando II delle Due Sicilie: Carlo Maria Luigi di Borbone delle Due Sicile, conte d'Aquila, Francesco di Borbone delle Due Sicilie, conte di Trapani, Pasquale di Borbone delle Due Sicilie, conte di Bari, Gaetano di Borbone delle Due Sicilie, conte di Girgenti, Alfonso di Borbone delle Due Sicilie, conte di Caserta. Furono anche insigniti Sebastiano di Borbone y Braganza, Infante di Spagna, Giacomo di Borbone, principe delle Asturie, S.A.S. Carlo III di Monaco, lo scrittore Alexandre Dumas, il barone Giorgio Eugenio Haussman, prefetto della Senna, il barone Pompeo Schmucker, Paolo Ruffo, principe di Castelcicala, Carlo Filangeri, principe di Satriano, il barone Guglielmo Acton, il conte Carlo di Bombelles, il barone Tommaso Ward (a cui la decorazione fu concessa in brillanti), ministro plenipotenziario del ducato di Parma e Piacenza, Andrea Corsini, principe di Casigliano, il conte Luchino dal Verme, Antonio La Grua, principe di Carini, Giovanni Neuschel, vescovo di Parma, Pio Vincenzo Osorio de Moscoso, duca di Montemar, Giuseppe Osorio de Moscoso y Carvajal, duca di Sessa, il marchese Giuseppe Paveri Fontana, il marchese Antonio Rario Sforza, il conte Giulio Zileri, il generale Lorenzo di Richer, il Cardinale Giacomo Antonelli, Segretario di Stato Vaticano, il principe Carlo Poniatowsky, i marchesi Domenico e Guido dei principi di Soragna, il marchese Guido Dalla Rosa Prati, Antonio Conforti, Segretario Generale delle Finanze del Ducato di Parma e Piacenza, il marchese Giansimone Dosi, il marchese Rodrigo Afan de Rivera, il conte Ferdinando Anguissola di San Damiano, e persino due Pascià di Costantinopoli, il pittore scenografo Girolamo Magnani, Luigi Scotti Douglas
Fra gli insigniti contemporanei il Presidente della Repubblica di Malta Guido de Marco, i Gran Maestri del S.M. Ordine di Malta Andrew Bertie e Matthew Festing, il Comando Provinciale Carabinieri di Parma e l'On. Senatore Generale C. A. CC Gianfranco Petricca nel 1999 quale Comandante Provinciale dei Carabinieri di Parma, l'On. ten. col. Gianfranco Paglia, Medaglia d'Oro al Valor Militare, il prof. Robert Mundell, premio Nobel per l'economia, l'Ambasciatore conte Antonio Zanardi Landi di Veano, i conti Carlo e Orazio Zanardi Landi di Veano, il generale CC Carlo Cerrina, il principe Diofebo Meli Lupi di Soragna, il principe Corrado Gonzaga di Vescovato, il principe Carlo Massimo, il principe Paolo Francesco Boncompagni Ludovisi, il marchese Pietro Mazzarosa Devincenzi, Sir Magdi Yacoub (Professor of Cardiothoracic Surgery Imperial College, founder and Chair of Magdi Yacoub Research Network, London), il prof. Umberto Squarcia, il prof. Gino Ferretti (Magnifico Rettore dell'Università degli Studi di Parma), il prof. Francesco Musumeci, cardiochirurgo.

## Il trasferimento a Parma
Alla morte di Maria Luigia d'Austria (17 dicembre 1847), secondo gli accordi del Congresso di Vienna, il ducato di Parma e Piacenza tornò alla sovranità dei Borbone Parma: Carlo Lodovico (Carlo II, come duca di Parma) lasciò Lucca il 27 dicembre successivo, ma dovette abbandonare la città emiliana dopo i moti del 1848.
Nel 1849 Carlo II abdicò a favore del figlio Ferdinando Carlo (Carlo III) che, al fine di creare uno strumento di consenso che favorisse la nascita di un sentimento di fedeltà al sovrano,  pensò di istituire nel ducato un ordine con lo stesso titolo e le stesse insegne di quello fondato da suo padre a Lucca: l'11 agosto 1849 (prima del suo solenne ingresso a Parma, avvenuto il 25 agosto seguente) promulgò a Vienna i nuovi statuti dell'Ordine, in una forma tutt'oggi vigente.

## L'organizzazione dell'ordine
|                      |                         |                         |              |                         |
| Decorato della Croce | Cavaliere di 2.ª Classe | Cavaliere di 1.ª Classe | Commendatore | Cavaliere di Gran Croce |

Il regolamento, atto sovrano delle Leggi degli Stati Parmensi n.380 dell'11 agosto 1849, riserva il gran magistero dell'Ordine al Sovrano e ai suoi successori e ne affida l'amministrazione a un gran cancelliere, all'epoca con sede a Piacenza, e a un segretario (i primi a ricoprire tali cariche furono rispettivamente il marchese Ferdinando Landi di Chiavenna e il conte Ferdinando Douglas Scotti, suo genero).
L'Ordine è una distinzione al merito sia civile che militare. È diviso in cinque classi (tra parentesi, come previsto dall'art.IV degli Statuti, il numero massimo fissato per gli insigniti, esclusi i Sovrani, i principi regnanti e gli stranieri): 
- gran croce (20);
- commendatore (30);
- cavaliere di 1.ª classe (60);
- cavaliere di 2.ª classe (80);
- decorato della croce (100).

Le prime due classi, Gran Croce e Commenda, (conferibili solo a persone di elevata posizione sociale che si siano distinti per meriti personali o per servigi resi alla civica Comunità) concedevano il diritto di ottenere la nobiltà ereditaria (riconosciuta in tempi successivi anche dalla Consulta araldica del Regno d'Italia, art. 48 del Massimario), mentre il grado di cavaliere (sia di prima che di seconda classe) conferiva la nobiltà personale.{{ Ordine del Merito di San Lodovico http://www.borboneparma.it/index.php/it/home/ordini-dinastici/ordine-del-merito-di-san-lodovico}}
Rompendo con la secolare tradizione dell'infeudazione e con la storica relazione fra nobiltà e proprietà terriera, con il XIX secolo iniziano a rovesciarsi i termini di una equazione che fino ad allora era sostanzialmente a senso unico. Non si accede più ai vertici delle istituzioni civiche o delle forze armate solo per il fatto di appartenere all'aristocrazia “storica”, ma, viceversa, si acquisisce la nobiltà proprio perché si raggiungono posizioni di rilievo nella società. La nuova nobiltà “meritocratica” segna la fine dell'ancien regime, divenendo un titolo sostanzialmente onorifico depurato da tutti i privilegi ad essa tradizionalmente connessi. L'Ordine di San Lodovico rappresenta in modo emblematico il cambiamento post-napoleonico ed è l'ultimo atto dei processi di nobilitazione nella storia del Ducato di Parma e Piacenza. In alternativa al tradizionale decreto sovrano ad personam, l'accesso alla nobiltà ducale poteva dunque avvenire, a norma degli Statuti, anche tramite l'accesso ai massimi gradi di questo Ordine cavalleresco di merito.
L'ordine è specialmente riservato "agl'individui che professano la religione cattolica romana, ma non è vietato conferirlo anche agli eterodossi" (art. VI).
L'Ordine fu concesso a Lucca dal 1837 al 1847, a Parma dal 1849 al 1859 e dal duca Roberto I in esilio fino alla sua morte, avvenuta nel 1907, mentre i suoi successori a Capo della Casa di Parma continuaronono a conferirlo fino ai giorni nostri. Dell'Ordine furono insigniti Capi di Stato, ambasciatori, generali, ministri, statisti, ma anche la nuova borghesia, intellettuali, funzionari di Stato, militari.
Dal punto di vista storico e giuridico l'ordine non è un'istituzione statale, ma è di natura dinastica e appartiene al patrimonio araldico della Real Casa di Borbone Parma, seguendo le sorti della dinastia passando con Carlo III da Lucca a Parma e con Roberto da Parma all'esilio. Il duca Roberto, anche dopo l'unità d'Italia, continuò a conferire l'onorificenza a Capi di Stato e ad esponenti del governo di Paesi sovrani che, accettando la decorazione, gli confermarono il diritto di collazione. L'attuale X Gran Maestro dell'Ordine è il duca titolare di Parma e Piacenza Carlo Saverio di Borbone-Parma, Capo della Real Casa di Borbone Parma, figlio di Carlo Ugo di Borbone-Parma, che, nel rispetto dei limiti statutari, continua a conferire l'onorificenza, generalmente in occasione della festa di San Lodovico (25 agosto).
Relativamente alla Legge 178/51, l'Ordine è riconosciuto dallo Stato Italiano come "ordine dinastico non nazionale" legittimamente conferibile ed il suo uso sul territorio italiano è autorizzabile a domanda dal Ministero degli affari esteri.

## La nobilitazione indiretta
Nell'Annuario della Nobiltà Italiana sono pubblicate nella parte III le famiglie discendenti da un cavaliere accolto nella classe dei Commendatori, o in classi superiori dell'Ordine di San Lodovico. Nella suddetta pubblicazione è specificato che se adempiute le formalità previste dalla Real Casa Borbone-Parma tali gradi conferiscono la nobiltà agli insigniti, nobiltà che diventa ereditaria per i discendenti. Tale nobilitazione indiretta è stabilita dagli statuti dell'Ordine per volontà del fondatore e primo gran maestro e fu riconosciuta dalla Consulta araldica del Regno d'Italia.
Agli insigniti delle classi Gran Croci e Commendatori il capo del la Real Casa di Borbone-Parma può eccezionalmente conferire con decreto uno stemma gentilizio che viene registrato nella cancelleria dell'ordine.

## Insegne
Negli statuti dell'ordine (cap. II) si legge che la decorazione consiste in una croce greca, composta di quattro gigli che si legano mediante le loro foglie fra un braccio e l'altro della croce stessa, e con la loro parte inferiore si uniscono ad uno scudetto che sta nel centro, recante sul recto tre gigli d'oro in campo azzurro e sul verso l'effigie di san Luigi dei Francesi (Lodovico), intorno alla quale si trova il motto latino Deus et Dies (in italiano, Dio e il tempo).
Per gli insigniti delle prime tre classi la croce è smaltata d'oro e appesa a una corona dello stesso metallo; croce e corona sono d'argento per i cavalieri di II classe; pure d'argento, ma priva di corona, è la croce dei decorati di V classe.
L'insegna è sospesa a un nastro è di colore giallo con larga lista mediana verticale blu.

Insegna dell'Ordine

## Altri progetti

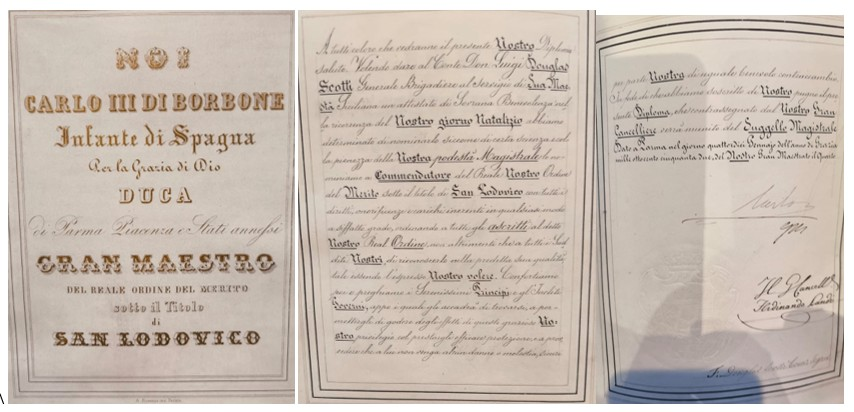
San Lodovico